# トランスフォーマー マスターピース
トランスフォーマー マスターピース(TRANSFORMERS MASTERPIECE)とは、トランスフォーマーの人気キャラクターを現在の技術でリメイクした高年齢層向け玩具。
2003年末より展開。2016年グッドデザイン賞（主催：公益財団法人日本デザイン振興会）において、「グッドデザイン・ロングライフデザイン賞」を受賞。
本項では、トランスフォーマー以外の作品からリメイクした派生企画の商品も併せて記述する。

## 商品ラインナップ

### トランスフォーマー マスターピース
| ナンバー  | 品名                                       | 発売年                            | 概要 |
| --------- | ------------------------------------------ | --------------------------------- | --- |
| MP-1      | コンボイ                                   | 2003年12月                        | アニメ版のデザインにかなり近づいた。マスクの下に口があるなど細部は異なる。コンテナ部のペーパークラフトが付属。胸部マトリクスが光るギミックあり。レーザーライフル、エナジーアックス、メガトロンガン（ワルサーP38）が付属。 |
| MP-1L     | コンボイ 最終生産                          | 2011年3月                         | 最終生産仕様。2003年当時のMPコンボイの再現を目指し金型修正などを施している。特典として新規録音の玄田哲章の声でコンボイの台詞が流れるサウンドステージが付属。また「LASTSHOT」という文字が合金部分に刻印されている。 |
| MP-2      | ウルトラマグナス                           | 2005年3月                         | MP-1の塗装変更品。各種付属品も色違いのものが同梱。顔のマスクの位置が若干修正された。劇中のコンテナ部を再現するペーパークラフトが付属。 |
| MP-3      | スタースクリーム                           | 2006年9月                         | Dr.アーカビルのフィギュアが付属。無表情と微笑の二種類の顔を内蔵しての表情変更ギミックを備えている。戦闘機（F-15Eストライクイーグル）形態のリアリティを重視したため、カラーリングやロボットモードのスタイリングが、アニメとは異なる。 さらにオートルーパー付属の年表により、『キスぷれ』の世界での姿と設定された。 アメリカでは『クラシック』レーベルにて、カラーリングがアニメ版に準拠したものが、2007年秋にウォルマートで限定発売され、日本ではアメリカの玩具基準によって改修された部分を元に戻したものが「USAエディション」として2008年2月に発売された。 |
| MP-4      | コンボイ完全版                             | 2006年9月                         | MP-1に新規コンテナが追加されているが、顔はウルトラマグナスのものに準拠している。アニメなどにも登場していた小型自律車ローラーは付属しない。 『バイナルテック』シリーズの商品と組み合わせて遊ぶことが考慮されている。 |
| MP-5      | メガトロン                                 | 2007年3月                         | コンボイと同サイズ、旧玩具以来のワルサーP38に変形。サイズは実際のワルサーの1.33倍。融合カノン砲スコープには電飾が仕込まれている。 エナジーメイス、クレムジーク、『ザ・ムービー』で使用したレーザーダガー、ブラスターが付属。 |
| MP-6      | スカイワープ                               | 2007年9月                         | MP-3の仕様変更品。表情変更ギミックは無表情と歯を食いしばった顔の二種になっている。 |
| MP-7      | サンダークラッカー                         | 2008年11月                        | MP-3の仕様変更品。カラーリングは濃い青で、USAエディションのスタースクリーム同様汚し塗装がしてあるなど、実機に近いテイストになっている。表情変更ギミックは無表情と歯軋りした表情になっている。 |
| MP-8      | グリムロック                               | 2009年3月                         | コンボイ同様アニメ版に非常に近いデザインになっている。『2010』第12話「不思議の国のダニエル」におけるウェイター姿も再現可能。剣に発光ギミックがある。 |
| MP-9      | ロディマスコンボイ                         | 2011年1月                         | ロディマスコンボイとその転生前であるホットロディマスの両方の姿に変形可能（ビークル形態も再現）で、ロディマスコンボイ時のコンテナがセット付属。 『ザ・ムービー』での使用道具や、専用銃のフォトンエリミネーター（ホットロディマス時の二丁拳銃を合わせたもの）が付属。 |
| MP-10     | コンボイ                                   | 2011年9月                         | MP-1よりサイズは小型化したが、アニメのデザインにさらに近づいた。 本商品以降のシリーズは、劇中と背丈の比率を統一している。 コンテナ、ローラー、スパイクのフィギュアが付属。 |
| MP-10B    | ブラックコンボイ                           | 2013年3月                         | ユニクロンが作り出したコンボイのクローンという設定。 |
| MP-10     | CONVOY MODE “EVA”（コンボイ モードエヴァ） | 2014年11月28日（1,000個限定販売） | 『ヱヴァンゲリヲン新劇場版:Q』とのコラボアイテム。 |
| MP-711    | コンボイ＜セブン-イレブン限定商品＞        | 2018年2月                         | |
| MP-11     | スタースクリーム                           | 2012年3月                         | MP-3の仕様変更品。複数のパーツを新規のものに変更し、より劇中のデザインに近づいた。『ザ・ムービー』の戴冠式での姿を再現できるマント、王冠、ショルダーアーマーが付属。 |
| MP-11S    | サンストーム                               | 2012年8月                         | 日本国内Amazon.co.jp限定販売。MP-11の仕様変更品。マント、王冠、ショルダーアーマーが付属。 |
| MP-11A    | アシッドストーム                           | 2013年10月                        | トイザらス限定販売。海外販売の仕様変更品。 |
| MP-11T    | サンダークラッカー                         | 2015年8月                         | タカラトミーモール限定商品。 |
| MP-11NR   | ラムジェット                               | 2016年3月                         | タカラトミーモール限定商品。 |
| MP-11NT   | スラスト                                   | 2016年10月                        | タカラトミーモール限定商品。 |
| MP-11SW   | スカイワープ                               | 2016年11月                        | タカラトミーモール限定商品。 |
| MP-11ND   | ダージ                                     | 2017年6月                         | タカラトミーモール限定商品。 |
| MP-12     | ランボル                                   | 2012年10月                        | ランボルギーニ社監修正規ライセンス商品。同シリーズとしては低価格。 Amazon.co.jp先行予約特典としてパイルドライバー第19話Ver.が付属。ビークルモードではMP-10コンボイのコンテナに搭載可能。 |
| MP-12T    | タイガートラック                           | 2013年6月                         | 東京おもちゃショー2013限定。MP-12の仕様変更品。 |
| MP-12G    | ランボル G-2 Ver.                          | 2014年2月                         | MP-12の仕様変更品。 |
| MP-12＋   | ランボル                                   | 2017年11月                        | MP-12をアニメ設定カラーに近づけた仕様品[1]。 |
| MP-13     | サウンドウェーブ                           | 2012年12月                        | コンドルが付属。最大3体収納可能。 Amazon.co.jp先行予約特典としてエネルゴンキューブが付属。 |
| MP-13B    | サウンドブラスター                         | 2014年3月                         | ラットバット同梱。 |
| MP-14     | アラート                                   | 2012年12月                        | MP-12の仕様変更品。ランボルギーニ社監修正規ライセンス商品。 頭部の放電エフェクトが付属。ビークルモードではMP-10コンボイのコンテナに搭載可能。 |
| MP-14C    | クランプダウン                             | 2015年12月                        | |
| MP-14+    | アラート（アニメカラーエディション）       | 2016年9月                         | MP-14をアニメ設定カラーにより近づけた仕様品[2]。 |
| MP-15     | ランブル&ジャガー                          | 2013年3月                         | サウンドウェーブに収納可能。 |
| MP-16     | フレンジー&パズソー                        | 2013年3月                         | サウンドウェーブに収納可能。 |
| MP15/16-E | カセットボット VS カセットロン             | 2017年冬                          | サイバトロンストライプス、ナイトストーカー、ウイングシング、エネミーの4体セット。 |
| MP-17     | プロール                                   | 2013年9月                         | 日産自動車監修正規ライセンス商品。ビークルモードではMP-10コンボイのコンテナに搭載可能。 Amazon.co.jp特典として肩のショルダーキャノンに取り付けるミサイルランチャーが一本付属。 |
| MP-17+    | プロール                                   | 2018年9月                         | MP-17のアニメ設定カラー仕様品[3]。 |
| MP-18     | ストリーク                                 | 2013年10月                        | 日産自動車監修正規ライセンス商品。ビークルモードではMP-10コンボイのコンテナに搭載可能。 Amazon.co.jp特典として肩のエレクトロボルトに取り付けるミサイルランチャーが一本付属。 |
| MP-18S    | シルバーストリーク                         | 2014年6月                         | 東京おもちゃショー2014限定版。 |
| MP-18B    | ブルーストリーク                           | 2015年8月                         | タカラトミーモール限定商品[4]。 |
| MP-19     | スモークスクリーン                         | 2013年12月                        | 日産自動車監修正規ライセンス商品。ビークルモードではMP-10コンボイのコンテナに搭載可能。 |
| MP-19+    | スモークスクリーン[5]                      | 2020年1月                         | MP-19をアニメ設定に近い仕様にしたもの。 |
| MP-20     | ホイルジャック                             | 2014年8月                         | ランチア社監修。Amazon.co.jp限定特典としてヒプノチップ対抗装置付属。 |
| MP-20+    | ホイルジャック                             | 2019年2月                         | MP-20のアニメ設定カラー仕様品[6]。 |
| ナンバー | 品名                                            | 発売年        | 概要 |
| -------- | ----------------------------------------------- | ------------- | --- |
| MP-21    | バンブル                                        | 2014年11月    | エクセルスーツ付き。Amazon.co.jp限定特典として交換用フェイス (バトルマスクVer.)付属。 |
| MP-21G   | バンブルG2Ver.                                  | 2015年7月     | ジェットパックが付属[7]。 |
| MP-21R   | バンブル レッドボディ                           | 2015年12月    | MP-21のボディカラーを赤に変更した仕様品[8]。 |
| MP-22    | ウルトラマグナス                                | 2014年12月    | 初代玩具のような白いコンボイがパワードスーツを着るような変形ではなく、アニメに準じた一体変形を再現している。 |
| MP-23    | エグゾースト                                    | 2015年2月     | MP-20の仕様変更品。サウンドウェーブの部下である同時に、マールブア社(Marlboor)に所属する産業スパイという設定になっており、自らの身体を噴霧に変えるクォンタイズや、手のひらからパワーを吸い取るパワーサイフォンといった特殊能力を持っている。 |
| MP-24    | スターセイバー                                  | 2015年3月     | トランスフォーマー30周年企画として公式サイトで行われた『Masterpiece Fan’s Choice』投票で1位となり製品化。 |
| MP-25    | トラックス                                      | 2015年11月    | |
| MP-25L   | ラウドペダル                                    | 2016年6月     | 東京おもちゃショー2016限定品。 |
| MP-26    | ロードレイジ                                    | 2015年12月[9] | MP-25の仕様変更品。 |
| MP-27    | アイアンハイド                                  | 2016年1月[9]  | |
| MP-28    | ホットロディマス                                | 2016年2月[9]  | |
| MP-29    | 防衛参謀レーザーウェーブ                        | 2016年3月[9]  | 発光ギミック付き。 |
| MP-29+   | 防衛参謀レーザーウェーブ[10]                    | 2018年11月    | タカラトミーモール限定商品。MP-29のアニメ設定カラー仕様品。 |
| MP-30    | ラチェット                                      | 2016年4月     | MP-27の仕様変更品。 |
| MP-31    | デルタマグナス                                  | 2016年8月     | ウルトラマグナスの「ダイアクロン パワードコンボイ」リカラー版。 |
| MP-32    | コンボイ（ビーストウォーズ）                    | 2016年10月    | |
| MP-33    | インフェルノ                                    | 2016年11月    | |
| MP-34    | チータス（ビーストウォーズ）                    | 2017年2月     | |
| MP-34S   | シャドーパンサー（ビーストウォーズ）[11]        | 2018年8月     | タカラトミーモール限定商品。MP-34の仕様変更品。 |
| MP-35    | グラップル                                      | 2017年2月     | |
| MP-36    | メガトロン                                      | 2017年4月     | MP-5よりサイズは小型化したが、アニメのデザインにさらに近づいた。音声ギミック付き。 |
| MP-36+   | メガトロン[12]                                  | 2018年12月    | タカラトミーモール限定商品。アニメ放映当時に発売された「16Sデストロン/破壊大帝メガトロン完全版」を元にした仕様になっている。 |
| MP-37    | アートファイアー                                | 2017年5月     | MP-33の仕様変更品。 |
| MP-38    | コンボイ（ビーストウォーズ） 伝説の総司令官Ver. | 2017年6月     | MP-32の仕様変更品。 |
| MP-38+   | バーニングコンボイ                              | 2020年3月     | タカラトミーモール限定商品。 |
| MP-39    | サンストリーカー                                | 2017年12月    | |
| MP-39+   | スピンアウト                                    | 2020年11月    | タカラトミーモール限定商品。 |
| MP-40    | ターゲットマスターホットロディマス              | 2018年2月     | |
| ナンバー | 品名                                 | 発売年     | 概要 |
| -------- | ------------------------------------ | ---------- | --- |
| MP-41    | ダイノボット（ビーストウォーズ）     | 2018年7月  | |
| MP-42    | コルドン                             | 2018年10月 | MP-39の仕様変更品。 |
| MP-43    | メガトロン（ビーストウォーズ）       | 2019年3月  | |
| MP-44    | コンボイ Ver.3.0                     | 2019年8月  | アニメのプロポーションをリアルに再現している。音声ギミック付き。 |
| MP-44S   | オプティマスプライム                 | 2024年2月  | MP-44にあったコンテナや音声ギミックは省略されている。 |
| MP-45    | バンブルVer.2.0                      | 2019年11月 | アニメのプロポーションをリアルに再現している。 |
| MP-46    | ブラックウィドー（ビーストウォーズ） | 2019年11月 | |
| MP-47    | ハウンド                             | 2019年12月 | |
| MP-48    | ライオコンボイ（ビーストウォーズ）   | 2020年2月  | |
| MP-48+   | ダークアンバーレオプライム           | 2023年1月  | |
| MP-49    | ブラックコンボイ[13]                 | 2020年7月  | MP-44の仕様変更品。MP-44にあったコンテナや音声ギミックは省略されている。 |
| MP-50    | タイガトロン（ビーストウォーズ）     | 2020年9月  | |
| MP-51    | アーシー                             | 2020年12月 | |
| MP-52    | スタースクリームVer.2.0              | 2021年6月  | アニメのプロポーションをリアルに再現している。 |
| MP-52+   | サンダークラッカーVer.2.0            | 2021年9月  | タカラトミーモール限定商品。 |
| MP-52+SW | スカイワープVer.2.0                  | 2021年12月 | タカラトミーモール限定商品。 |
| MP-53    | スキッズ                             | 2021年11月 | 本田技研工業ライセンス許諾商品。 |
| MP-53+   | セネタークロスカット                 | 2022年3月  | タカラトミーモール限定商品。 |
| MP-53+B  | ダイアバーンアウト                   | 2023年3月  | タカラトミーモール限定商品。 |
| MP-54    | リブースト                           | 2021年11月 | 本田技研工業ライセンス許諾商品。 |
| MP-55    | ナイトバードシャドウ                 | 2022年2月  | |
| MP-56    | トレイルブレイカー                   | 2022年12月 | トヨタ自動車ライセンス許諾商品。 |
| MP-56+   | リゴラス                             | 2024年3月  | |
| MP-57    | スカイファイアー                     | 2023年1月  | タカラトミーモール限定商品。 |
| MP-58    | ホイスト                             | 2024年1月  | |
| MP-59    | ライノックス                         | 2024年6月  | |
| MP-60    | ジンライ[14]                         | 2024年12月 | 放映当時の玩具カラー・デコレーション仕様。 マスターピース通算100体目（限定品含む）であり、『トランスフォーマーMPG』（後述）との統合のため、従来の『マスターピース』シリーズとしては最終商品となる[15]。 |

### トランスフォーマーMPG
GATTAI（合体）・GIANT（巨大化）・GREAT（グレート)をテーマにしたこれまで培った技術の集大成のシリーズ。
| ナンバー | 品名                                        | 発売年月       | 概要                                                                                 |
| -------- | ------------------------------------------- | -------------- | ------------------------------------------------------------------------------------ |
| MPG-01   | トレインボットショウキ                      | 2022年6月      | 01〜06を全て揃えることで「ライデン」に合体可能。                                     |
| MPG-02   | トレインボットゲツエイ                      | 2022年9月      | 01〜06を全て揃えることで「ライデン」に合体可能。                                     |
| MPG-03   | トレインボットユキカゼ                      | 2023年2月      | 01〜06を全て揃えることで「ライデン」に合体可能。                                     |
| MPG-04   | トレインボットスイケン                      | 2023年6月      | 01〜06を全て揃えることで「ライデン」に合体可能。                                     |
| MPG-05   | トレインボットセイザン                      | 2023年9月      | 01〜06を全て揃えることで「ライデン」に合体可能。                                     |
| MPG-06   | トレインボットカエン                        | 2024年2月      | 01〜06を全て揃えることで「ライデン」に合体可能。                                     |
| MPG-06S  | トレインボットカエン/ライデンBOXセット      | 2024年2月      | タカラトミーモール限定商品。                                                         |
| MPG-07   | トレインボットギンオウ                      | 2024年9月      | MPG-01の仕様変更品。                                                                 |
| MPG-08   | トレインボットヤマブキ                      | 2024年10月     | MPG-03の仕様変更品。                                                                 |
| MPG-09   | スーパージンライ                            | 2024年12月     |                                                                                      |
| MPG-10   | リフトチケット                              | 2025年2月      |                                                                                      |
| MPG-11   | DK-2 ガード                                 | 2025年2月      |                                                                                      |
| MPG-12   | シャッタードグラス オプティマスプライム     | 2025年3月      |                                                                                      |
| MPG-13   | シャッタードグラス ジェットファイヤー       | 2025年3月      |                                                                                      |
| MPG-14   | ゴッドボンバー                              | 2025年6月予定  | 別売りのMPG-09（スーパージンライ）と合体して「ゴッドジンライ」にすることが可能[17]。 |
| MPG-14S  | ゴッドボンバー/ゴッドジンライBOXセット      | 2025年6月予定  | タカラトミーモール限定商品。                                                         |
| MPG-15   | サイバトロンラットル[18]                    | 2025年9月予定  |                                                                                      |
| MPG-16   | ニュークリオンクエスト スーパーコンボイ[19] | 2025年11月予定 |                                                                                      |
| MPG-17   | オプティマスプライム Style Gen.             | 2026年1月予定  | 「Style Gen.（スタイルジェネレーション）」第1弾[20]。                                |
| MPG-18   | ロードホーラー                              | 2026年3月予定  |                                                                                      |

### マスターピーススピンオフプロジェクト
マスターピースからの派生企画で、新しい価値と世界観を生み出す計画。
MP-8X キンググリムロック
2009年12月発売。トイホビーマーケット限定販売。
アメコミでのコンボイ戦死後の「司令官だったグリムロック」をイメージしたもので、司令官を象徴する王冠が付属。
MP-1B コンボイ ブラックVer.
2010年1月発売。e-HOBBY SHOP限定販売。MPコンボイの塗装変更品。
ストーリーは坂井直人、作画は吉岡英嗣によるe-HOBBY SHOPオリジナルストーリーコミックが付属しており、作中の設定では対デストロン用コンボイタイプの遠隔操作ロボ「エルデドロイド」となっている。
MP-3G スタースクリーム ゴーストVer.
2010年6月発売。e-HOBBY SHOPで日本国内限定販売。幽霊スタースクリームをイメージしたクリアカラー版。
ストーリーは坂井直人、作画は吉岡英嗣によるe-HOBBY SHOPオリジナルストーリーコミックが付属する。
MP-4S コンボイ スリープモード
2010年6月発売。トイホビーマーケットで2,010個日本国内限定販売。
『WELCOME TO TRANSFORMERS 2010』キャンペーン第1弾として、『ザ・ムービー』および『ザ☆ヘッドマスターズ』の戦死直前のシーンを再現したもの。セピアカラー&つや消し塗装が施され、ブラック版とはカラーリングが異なる。
MP-9B ブラックロディマスコンボイ
2011年11月順次発送。e-HOBBY限定ロディマスコンボイのブラックバージョン。
ディセプティコンエンブレムをつけた悪のロディマス。元々は幻影（ドッペルゲンガー）であったがクローン装置により実体化した。

### マスターピースムービーシリーズ
MPM-01 スタースクリーム
2010年10月発売。海外で発売されたリーダークラススタースクリームの塗装変更品で、より本物のF-22に近い塗装になっている。
特典として書き下ろしコミック『ユナイト・フォー・ザ・ユニバース』が付属。
MPM-02　バンブルビー
2010年12月発売。
こちらも特典として書き下ろしコミック『ユナイト・フォー・ザ・ユニバース』が付属。
MPM-03　バンブルビー
2017年7月発売
MPM-04　オプティマスプライム
2017年9月発売
MPM-5 ディセプティコンバリケード
2018年4月発売
MPM-6 アイアンハイド
2018年12月発売
MPM-7 バンブルビー
2018年10月発売。MPM-03とは異なり、映画『バンブルビー』の商品化。
MPM-8 メガトロン
2019年8月発売。

## 派生企画

### 勇者エクスカイザー
同じタカラ（現タカラトミー）から発売されていた勇者エクスカイザーの玩具をリメイクしたもの。
MP-B01 キングエクスカイザー
2005年12月発売。
MP-B02 ドラゴンカイザー
2006年3月発売。MP-B01と合体させることでグレートエクスカイザーにすることが可能。
トイザらス限定 グレートエクスカイザー
キングエクスカイザー、ドラゴンカイザーのセット。

### マスターピースZOIDS
2006年に合併したトミー時代のシリーズからの初のゾイドシリーズの製品化。旧シリーズからの伝統を受け継ぐ電動歩行モデルである。
MPZ-01 シールドライガー
2016年3月発売。
MPZ-02 セイバータイガー
2016年8月発売。